# آتش‌سوزی اردوگاه پناهجویان سوری در لبنان
آتش‌سوزی اردوگاه پناهجویان سوری در لبنان روز یکشنبه ۲ ژوئیه ۲۰۱۷ به وقوع پیوست. در این اردوگاه تعداد زیادی پناهجوی سوری حضور دارند و در اثر این آتش‌سوزی مهیب ۴ نفر کشته و شمار زیادی دیگر از مصدوم شدند.
اردوگاه قب الیاس در دره البقاع واقع در شرق لبنان قرار دارد.

## وضعیت اردوگاه
این اردوگاه شامل ۲۰۰ چادر است. یک آواره سوری گفت بسیاری از کسانی که در این اردوگاه زندگی می‌کردند، از شهر رقه در سوریه به لبنان پناه آورده بودند.
دانا سلیمان، سخنگوی کمیساریای عالی سازمان ملل متحد در امور آوارگان گفت: «ما شروع به ارزیابی تعداد چادرهایی کرده‌ایم که از بین رفته‌اند. بمحض پایان اینکار، هر کمکی که لازم باشد به این خانواده‌ها خواهیم کرد.»

## علت واقعه
علت این آتش‌سوزی هنوز مشخص نیست ولی گفته می‌شود به دلیل اجاق‌های دیزلی مورد استفاده در این اردوگاه‌ها اغلب آتش‌سوزی رخ می‌دهد. دانا سلیمان، سخنگوی کمیساریای عالی سازمان ملل متحد در امور آوارگان گفت: «ظاهراً آتش‌سوزی از یک اجاق خوراک پزی شروع شده اما این هنوز تأیید نشده‌است.»

## تلفات و خسارات
در اثر آتش‌سوزی ۴ نفر کشته و شمار زیادی دیگر از جمله تعدادی کودک مصدوم و مجروح شدند. منابع لبنانی اعلام کردند که در میان کشته شدگان کودکان نیز وجود دارند. نگرانی از افزایش شمار قربانیان وجود دارد.
صلیب سرخ اعلام کرد در آتش سوری این اردوگاه دست کم یک کودک جان خود را از دست داداست.
براساس اخبار منتشر شده این آتش‌سوزی اردوگاه را خاکستر کرد.

## وضعیت پناهجویان در لبنان
سازمان ملل متحد تعداد پناهجویان سوری در لبنان را یک میلیون نفر اعلام کرده‌است که هویتشان ثبت شده‌است؛ ولی مقامات لبنان می‌گویند که یک میلیون و ۵۰۰ هزار پناهجوی سوری در این کشور به سر می‌برند. بر اساس آمار سازمان ملل ۳۴ درصد پناهجویان سوری در اردوگاه‌های کوچک و بزرگ در لبنان در دره بقاع به سر می‌برند و شرایط انسانی سخت و زیر استاندارد است.
بسیاری از آنان در اردوگاه‌هایی که به صورت چادر در سراسر کشور برپا شده‌اند، زندگی می‌کنند.